# Sampietrino

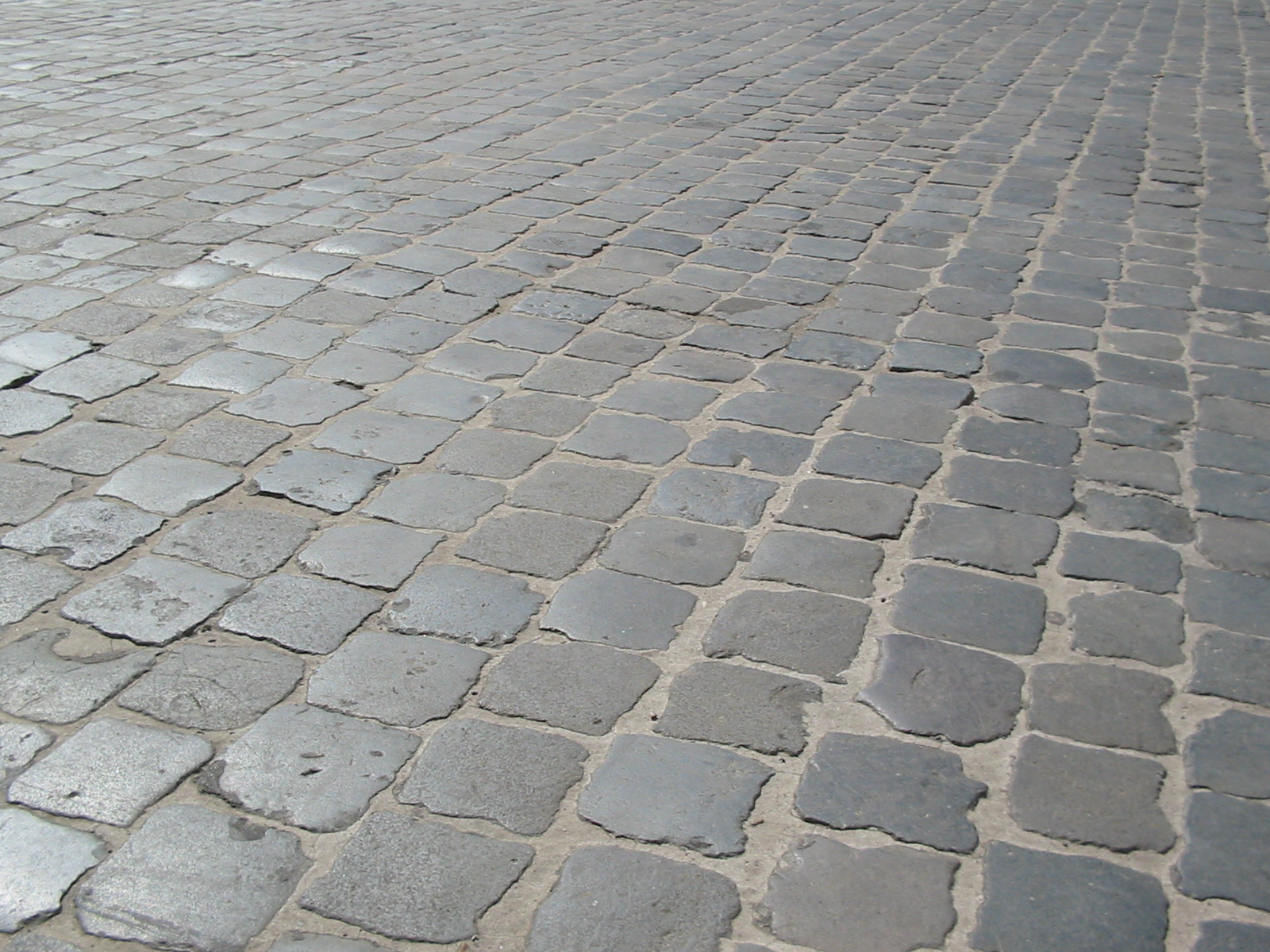
Pavimentazione in sampietrini

Il sampietrino o sanpietrino è il blocchetto di leucitite utilizzato per la realizzazione del lastricato stradale di uso comune nel centro storico di Roma e in piazza San Pietro per pavimentare strade o piazze. Ne esistono di diversi tipi e dimensioni: i più grandi misurano 12×12×18 cm; quelli più comuni misurano 12×12×6 cm; mentre i più piccoli, 6×6 cm, sono molto rari ma si trovano in alcuni dei luoghi storici di Roma, come in piazza Navona.

## Descrizione
Il sampietrino è utilizzato prevalentemente nell'Italia centrale, mentre nell'Italia settentrionale esiste la variante in porfido denominata bolognino in quanto utilizzato anticamente per la pavimentazione delle strade di Bologna che funse da modello per quelle città o paesi che, lontani dai corsi d'acqua, non potevano usufruire dei ciottoli.

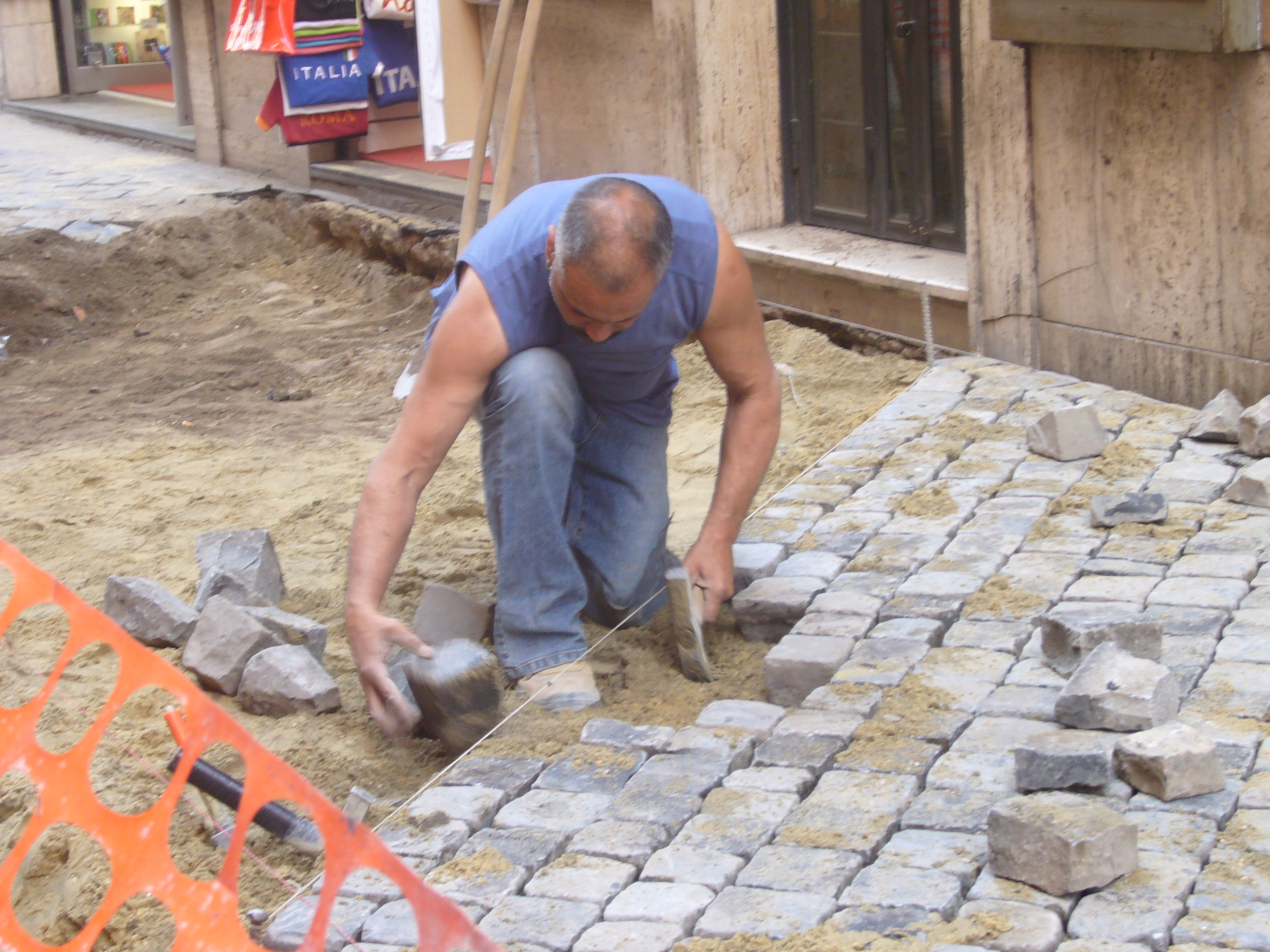
Selciarolo al lavoro

Accostando più blocchetti si ottiene una pavimentazione su estese superfici che prende appunto il nome di sampietrini.
È stato usato per la prima volta sotto il pontificato di Papa Sisto V e da allora fu largamente utilizzato, specie nel pontificato di Clemente XII, per lastricare tutte le strade principali di Roma poiché la sua struttura, meglio degli altri lastricati esistenti, facilitava il passaggio dei carri.
La denominazione dell'attuale sampietrino nasce nel 1725, quando monsignor Ludovico Sergardi, prefetto ed economo della Fabbrica di San Pietro, dopo aver valutato le pessime condizioni in cui versava piazza San Pietro, percorrendo la quale, poco tempo prima, la carrozza che trasportava il papa aveva incontrato difficoltà di movimento, decise di lastricare la piazza con i caratteristici blocchetti di leucitite, una roccia eruttiva tipica delle zone vulcaniche laziali.
In senso stretto il termine sampietrino corrisponde a un preciso taglio delle dimensioni inferiori a quelle del quadruccio. La caratteristica di questo tipo di pavimentazione è di non essere cementata, ma solo posata e poi battuta su un letto di sabbia e/o pozzolana: questo le conferisce elasticità e capacità di coesione e adattamento al fondo stradale.
Ha anche il pregio di "lasciar respirare il terreno" grazie agli spazi tra una piastrella e l'altra (assorbe le acque meteoriche); inoltre si può adattare molto facilmente all'irregolarità del terreno ed è molto resistente.
I suoi lati negativi sono che non garantisce un terreno uniforme e, se bagnato, può diventare piuttosto scivoloso, rendendolo inadatto a velocità sostenute. Altro aspetto negativo è il fatto di presentare una superficie poco regolare, quindi poco confortevole e anche rumorosa durante il transito dei mezzi di trasporto.